# Men at Work (serie televisiva)
Men at Work è una serie televisiva statunitense ideata da Breckin Meyer e trasmessa dal 2012 al 2014 sul network TBS. In Italia va in onda su Comedy Central dal 15 aprile 2014.

## Trama
Milo, appena lasciato dalla fidanzata Lisa, tenta di far ripartire la sua vita sentimentale con l'aiuto degli amici e colleghi Tyler, Gibbs e Neal, dei quali solo l'ultimo ha una relazione stabile con una ragazza di nome Amy. Insieme, i quattro si aiutano l'un l'altro sia nel campo sentimentale che in quello lavorativo; tutti lavorano per la stessa rivista, "Full Steam". I principali punti di ritrovo durante la serie sono il luogo di lavoro ed un bar.

## Episodi
L'11 maggio 2014, TBS ha cancellato la serie al termine della terza stagione.
| Stagione         | Episodi | Prima TV USA | Prima TV Italia |
| ---------------- | ------- | ------------ | --------------- |
| Prima stagione   | 10      | 2012         | 2014            |
| Seconda stagione | 10      | 2013         | 2014            |
| Terza stagione   | 10      | 2014         | 2014            |

## Personaggi e interpreti
- Milo Foster, interpretato da Danny Masterson.
- Tyler Mitchell, interpretato da Michael Cassidy.
- Neal Bradford interpretato da Adam Busch.
- Amy Jordan, interpretata da Meredith Hagner.
- Gibbs, interpretato da James Lesure.